# Solenopsis jalalabadica
Solenopsis jalalabadica é uma espécie de formiga do gênero Solenopsis, pertencente à subfamília Myrmicinae.